# Ragdollfysik
Ragdollfysik är en typ av fysik i vissa datorspel som gör att döda spelfigurer (och vissa föremål) uppför sig som trasdockor, därav namnet.
Det absolut första spelet som kom att använda sig av den nya fysiken var Trespasser. Spelet fick blandad kritik utifrån dess användande av fysiken.